# Maurizio Arena (direttore d'orchestra)
Maurizio Arena (Messina, 1935) è un direttore d'orchestra italiano.
Ha compiuto gli studi musicali di Pianoforte, Composizione e Direzione d'orchestra con Giuseppe De Francesco, Franco Mannino, Gino Contilli e Franco Ferrara.
Dopo fondamentali esperienze maturate lavorando per lunghi anni come maestro sostituto accanto ai Maestri Tullio Serafin, Vittorio Gui, Antonino Votto e Gianandrea Gavazzeni ha iniziato l'attività al Teatro Massimo di Palermo nel 1963 dirigendovi La bohème.
Dal 1963 al 1972 ha diretto regolarmente il teatro palermitano, legando il suo nome ad alcune opere che non erano state ancora rappresentate a Palermo, tra cui Wozzeck, Ifigenia di Ildebrando Pizzetti, Il gattopardo di Musco, Il castello di Barbablù di Bartok e Il mulatto di Jan Meyerowitz, oltre alle opere del repertorio dell'800/900.
Dal 1972 è ospite dei principali teatri e istituzioni sinfoniche in Italia (Accademia Nazionale di Santa Cecilia, Maggio Musicale Fiorentino, il Teatro dell'Opera di Roma, il Teatro Regio di Torino, il Teatro Verdi di Trieste, il Teatro Comunale di Bologna, il Teatro di San Carlo di Napoli); in Europa (Bruxelles, Parigi, Lione, Monaco di Baviera, Berlino, Vienna, Barcellona, Siviglia, Zurigo, Aix en Provence, Festival d'Orange, Orchestre National de Paris, Orchestre Philharmonique de Radio France, Orchestra della Radio e della Televisione Polacca, Orchestra Filarmonica della Radio di Sofia, Orchestre de chambre de Lausanne), in America (Chicago, San Francisco Opera, Verdi Festival di San Diego di California), in Canada (Toronto Opera), in Giappone (Tokyo, Osaka, Kyoto e Hiroshima).
Dal 1978 è presente sul podio dell'Arena di Verona dove ha diretto diverse edizioni del “Nabucco”, “I Lombardi alla prima crociata”, “Mefistofele”, “La fanciulla del West”, “Turandot” e la “Madama Butterfly”.
A lui si devono le esecuzioni di numerose opere dei compositori del Novecento italiano: Respighi, Pizzetti, Alfano, Mulè, Malipiero, Petrassi, Ferrari, Chailly, Fiume, Ghedini, Veretti, Rota.
Nel 2004 a Palermo dirige “Elisir d'amore” e a Messina “Carmen”.
Nel 2005 “Aida” a Nizza e, nel 2006, sempre a Nizza, “Gioconda”; a Messina “Il Trovatore”.
Nel 2007 a Messina “Adriana Lecouvreur” e “La Fanciulla del West”, a Palermo e Tokyo “Cavalleria rusticana” e “I Pagliacci”.
Nel 2008 a Catania “Madame Butterfly” e in Giappone “Don Giovanni”.
A febbraio 2011 al Teatro Bellini di Catania dirige “Cavalleria Rusticana” e “I Pagliacci”.
Per la RCA-BMG Ariola ha inciso “Adriana Lecouvreur” e “Francesca da Rimini” e i DVD de “L'Africaine”, “Mefistofele”, “Luisa Miller”, “Turandot”.
Tiene Master di Interpretazione operistica per direttori d'orchestra e cantanti (Italia, America, Giappone) 
ed è membro di Giurie di Concorsi internazionali per Direttori d'opera.

## Opere dirette
| Autore                       | Opera                            |
| ---------------------------- | -------------------------------- |
| Franco Alfano                | Cyrano de Bergerac               |
| Béla Bartók                  | Il castello di Barbablù          |
| Vincenzo Bellini             | Beatrice di Tenda                |
| Vincenzo Bellini             | I puritani                       |
| Vincenzo Bellini             | La sonnambula                    |
| Vincenzo Bellini             | La straniera                     |
| Vincenzo Bellini             | Norma                            |
| Alban Berg                   | Wozzeck                          |
| Georges Bizet                | Carmen                           |
| Arrigo Boito                 | Mefistofele                      |
| Alfredo Catalani             | La Wally                         |
| Francesco Cilea              | Adriana Lecouvreur               |
| Domenico Cimarosa            | Il matrimonio segreto            |
| Gaetano Donizetti            | Anna Bolena                      |
| Gaetano Donizetti            | Betly                            |
| Gaetano Donizetti            | Caterina Cornaro                 |
| Gaetano Donizetti            | Don Pasquale                     |
| Gaetano Donizetti            | La favorita                      |
| Gaetano Donizetti            | L'elisir d'amore                 |
| Gaetano Donizetti            | Lucia di Lammermoor              |
| Giorgio Ferrari              | Cappuccia o della libertà        |
| Giorgio Ferrari              | Lord Savile                      |
| Orazio Fiume                 | Il tamburo di panno              |
| Sandro Fuga                  | Confessione                      |
| Giorgio Federico Ghedini     | Billy Budd                       |
| Giorgio Federico Ghedini     | Maria d'Alessandria              |
| Umberto Giordano             | Andrea Chénier                   |
| Umberto Giordano             | Fedora                           |
| Charles Gounod               | Faust                            |
| Franz Lehár                  | La vedova allegra                |
| Ruggero Leoncavallo          | Pagliacci                        |
| Ruggero Leoncavallo          | Zazà                             |
| Gian Francesco Malipiero     | Sette canzoni                    |
| Franco Mannino               | Luisella                         |
| Pietro Mascagni              | Cavalleria rusticana             |
| Pietro Mascagni              | Iris                             |
| Pietro Mascagni              | L'amico Fritz                    |
| Johann Simon Mayr            | Medea in Corinto                 |
| Gian Carlo Menotti           | The Saint of Bleecker Street     |
| Gian Carlo Menotti           | Amahl e i visitatori notturni    |
| Saverio Mercadante           | Il giuramento                    |
| Giacomo Meyerbeer            | L'africana                       |
| Jan Meyerowitz               | Il mulatto                       |
| Italo Montemezzi             | L'amore dei tre re               |
| Wolfgang Amadeus Mozart      | Le nozze di Figaro               |
| Wolfgang Amadeus Mozart      | Don Giovanni                     |
| Giuseppe Mulè                | Dafni                            |
| Angelo Musco                 | Il Gattopardo                    |
| Ildebrando Pizzetti          | Fedra                            |
| Ildebrando Pizzetti          | Ifigenia                         |
| Amilcare Ponchielli          | La Gioconda                      |
| Giacomo Puccini              | Manon Lescaut                    |
| Giacomo Puccini              | La bohème                        |
| Giacomo Puccini              | Tosca                            |
| Giacomo Puccini              | Madama Butterfly                 |
| Giacomo Puccini              | La fanciulla del West            |
| Giacomo Puccini              | La rondine                       |
| Giacomo Puccini              | Il tabarro                       |
| Giacomo Puccini              | Suor Angelica                    |
| Giacomo Puccini              | Gianni Schicchi                  |
| Giacomo Puccini              | Turandot                         |
| Renzo Rossellini             | La leggenda del ritorno          |
| Gioachino Rossini            | Il barbiere di Siviglia          |
| Gioachino Rossini            | La Cenerentola                   |
| Gioachino Rossini            | La gazzetta                      |
| Gioachino Rossini            | La donna del lago                |
| Gioachino Rossini            | Matilde di Shabran               |
| Gioachino Rossini            | Il signor Bruschino              |
| Gioachino Rossini            | La scala di seta                 |
| Gioachino Rossini            | Il turco in Italia               |
| Gioachino Rossini            | Guglielmo Tell                   |
| Nino Rota                    | Il cappello di paglia di Firenze |
| Nino Rota                    | La visita meravigliosa           |
| Nino Rota                    | Torquemada                       |
| Anton Grigor'evič Rubinštejn | Il Demone                        |
| Antonio Salieri              | La piccola arlecchinata          |
| Giuseppe Verdi               | Aida                             |
| Giuseppe Verdi               | Un ballo in maschera             |
| Giuseppe Verdi               | Don Carlo                        |
| Giuseppe Verdi               | I due Foscari                    |
| Giuseppe Verdi               | Ernani                           |
| Giuseppe Verdi               | La forza del destino             |
| Giuseppe Verdi               | Falstaff                         |
| Giuseppe Verdi               | I Lombardi alla prima crociata   |
| Giuseppe Verdi               | Luisa Miller                     |
| Giuseppe Verdi               | Macbeth (opera)                  |
| Giuseppe Verdi               | Nabucco                          |
| Giuseppe Verdi               | Oberto, Conte di San Bonifacio   |
| Giuseppe Verdi               | Otello                           |
| Giuseppe Verdi               | Rigoletto                        |
| Giuseppe Verdi               | Simon Boccanegra                 |
| Giuseppe Verdi               | La traviata                      |
| Giuseppe Verdi               | Il trovatore                     |
| Antonio Veretti              | I sette peccati capitali         |
| Carl Maria von Weber         | Il franco cacciatore             |
| Riccardo Zandonai            | I cavalieri di Ekebù             |
| Riccardo Zandonai            | Francesca da Rimini              |